# (216261) Mapihsia
(216261) Mapihsia est un astéroïde de la ceinture principale.

## Description
(216261) Mapihsia est un astéroïde de la ceinture principale. Il fut découvert le 16 novembre 2006 à l'Observatoire de Lulin par Zhang Minti et  Ye Quan-Zhi. Il présente une orbite caractérisée par un demi-grand axe de 2,97 UA, une excentricité de 0,24 et une inclinaison de 6,3° par rapport à l'écliptique.

## Compléments